# Mujeres en Irán

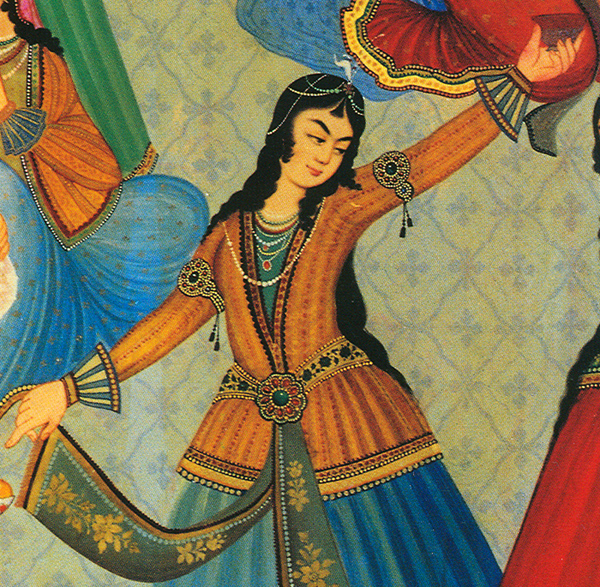
Imagen tradicional de una mujer persa sosteniendo una copa de vino

Mujer iraní (o Mujer persa) son mujeres de la cultura iraní. Aunque las mujeres persas son vistas como iraníes, ellas no son necesariamente de Irán, y pueden ser de una variedad de países.

## Mujeres persas en la historia
Es un hecho indisputable que en Persépolis, donde la piedra preserva las ideas e ideales de la antigua Persia, las mujeres están ausentes. Todas las finas estatuas allí presentes representan toros, manadas de leones, corceles y guerreros. Incluso los sirvientes que caminan tras el rey son hombres. Una parte significante de Persépolis, especialmente su decoración interna, fue destruida por Alejandro Magno y por eventos naturales, pero muchos investigadores argumentan que esas partes destruidas contenía pinturas de mujeres.[cita requerida] Sin embargo, hay muchos otros lugares donde aparecen las mujeres persas.[cita requerida]
Algunos historiadores creen que Ciro II el Grande fue quien, 10 siglos antes del Islam, estableció la costumbre de cubrir a las mujeres para proteger su castidad.[cita requerida] De acuerdo a esta teoría, el velo pasó de la dinastía Aqueménida a los Seléucidas helenísticos. Ellos lo llevaron al Imperio bizantino, de donde los conquistadores árabes lo heredaron, transmitiéndolo a todo el mundo árabe.[cita requerida]
Por otro lado, las mujeres tuvieron un importante rol en la vida cotidiana en la Dinastía Aqueménida. Ellas trabajaron junto con los hombres y recibieron el mismo salario de los hombres.[cita requerida] Las mujeres de la "alta sociedad" tenían incluso influencias en asuntos de Estado. Las mujeres de la familia real de Aqueménida tuvieron sus propios estados, y documentos que aún existen muestran su rol activo en la organización: Cartas relacionadas con un cargamento de granos, vino y animales, etc.[cita requerida]
La belleza de las persas, y la mentalidad de estas se puede ver en numerosas piezas de pinturas persas. Sin embargo, en contrario a la Antigua Grecia, no se ha encontrado ninguna estatua o pintura que contenga un desnudo femenino. 
La igualdad de género fue uno de los principios básicos de la cultura persa por siglos.[cita requerida]

## La mujer iraní en el Irán Moderno
Siglos después, en el amanecer del siglo XX, muchas mujeres modernas, que han viajado a través de Europa para recibir una educación a la occidental, vieron el velo como un símbolo anticuado. Su remoción, desde su punto de vista, era esencial para el avance de Irán y su disociación de la cultura Árabe-Islámica. Para sectores conservadores, las mujeres europeas eran un símbolo de desorden y herejía.[cita requerida]
La revolución constitucional de 1905-1911 imprimió un giro a la vida de las mujeres.[cita requerida] Las mujeres participaron en gran número y ganaron importantes posiciones para expresar lo que querían, incluyendo periódicos, escuelas y asociaciones que florecieron en el período de 1911 a 1924.[cita requerida]
Pero la derrota de los constitucionalistas (1921-1925) y la consolidación del poder por Reza Shah (1925-1941) tuvo dos impactos contradictorios. Los diarios y grupos creados por mujeres fueron destruidos,[cita requerida] mientras el Estado implementó reformas sociales como educación en masa y salario para las mujeres por su trabajo. Reza Shah además inició una controvertida política de «retirada del velo» (Kashf-e Heyab, کشف حجاب), prohibiendo usar el Hiyab islámico en público. Pero como otros sectores de la sociedad bajo esos años, las mujeres perdieron su derecho a expresarse y el disenso fue reprimido.
Con la revolución iraní de 1979, las mujeres perdieron aún más derechos, esta vez en favor del conservadurismo religioso. El Estado ordenó que la vestidura del hiyab era obligatoria para toda mujer, e implementó estrictos códigos religiosos. Frente a esta evolución, los sectores feministas se rebelaron y salieron a protestar a las calles.
Los principios de los años noventa vieron un incremento en el empleo para las mujeres.[cita requerida] Este incremento fue mucho mayor que la tasa anterior a la de la revolución. El gobierno apoya las carreras de las mujeres en determinados oficios. Por ejemplo, si una mujer quiere ser pediatra o ginecóloga puede serlo, pero el gobierno pone trabas si una mujer quiere ser ingeniera civil.[cita requerida]
En mayo de 1997, un gran número de mujeres participó en las elecciones presidenciales y la mayoría[cita requerida] votó por Mohammad Jatamí, clérigo reformista que había prometido la reducción de la represión y la tolerancia de organizaciones independientes. Su elección abrió un período donde las mujeres pudieron expresarse libremente.[cita requerida] La entrega del premio nobel de la paz a Shirin Ebadi, una activista de los derechos humanos y de la mujer en Irán, dio más ganas de participar a muchas mujeres.[cita requerida]

## El día de la mujer persa
De acuerdo al calendario iraní, 29 de bahmán (16-18 de febrero) es considerado Día de la mujer iraní.[cita requerida] La historia de la celebración va en el pasado hasta la tradición zoroastriana.[cita requerida] Los iraníes también celebran el Día Internacional de la mujer y también el Día Islámico de la mujer (cumpleaños de la hija del profeta).

### En inglés
- Women in Ancient Iran (CAIS)
- Women in the Gathas and the Later Avesta (CAIS)
- Islamic Republic of Iran Center for Affairs of Women's Participation
- Zan
- Iran-Dokht
- Iran Women's Study Foundation
- Article: Women against Women, in the 7th Majles
- Iranian Female MP is arrested.
- Traditional Dress of Iranian Women
- Women in Iranian society (in Persian)
- articles on Iranian Women Writers, Iranian Jewish Women
- Iranian Feminist Tribune
- Focus of Iranian Women
- Women in Iran
- The position of women in ancient Iran (in Persian)
- The position of women in Persia (in Persian)
- Gathering of Persian women in Dushanbeh (in Persian)

- Datos: Q3091451
- Multimedia: Women of Iran / Q3091451